# 콰트로 카미노스역
콰트로 카미노스 역(스페인어: Cuatro Caminos)은 마드리드 지하철의 역이다. 마드리드의 참베리 구와 테투안 구가 만나는 콰트로 카미노스 로터리에 위치해 있다. 요금구역상으로는 A구역에 속한다.
콰트로 카미노스 역에는 마드리드 지하철 1호선과 2호선, 그리고 순환선인 6호선이 다닌다. 그 중 2호선은 시종착역으로 기능하고 있기도 하다. 1919년 10월 17일 1호선 완공과 함께 만들어졌으며 10월 31일부터 영업에 들어갔다.
한편 6호선 승강장이 지하 45m에 자리잡고 있어 마드리드 지하철에서 가장 깊은 곳에 자리한 역이기도 하다. 다만 해발고도상으로는 최저 기록은 아니고 6호선상에 이보다 더 큰 깊이를 자랑하는 역이 몇 곳 있다.

## 역사
1919년 10월 17일 알폰소 13세의 개통선언과 함께 마드리드 지하철 1호선이 완공되었을 당시 존재했던 8개 역 중 하나다. 당시 1호선은 이 콰트로 카미노스 역에서 솔 역까지 운행되었다. 1호선 승강장의 길이는 원래 60m였으나 1960년대 들어 90m로 확대되었다. 또 당시로서는 콰트로 카미노스 로터리 부근의 산타 엔그라시아 거리에 위치해 있었다. 한동안 시종착역 역할을 하였던 콰트로 카미노스 역은 1929년 3월 26일 1호선이 테투안 역까지 연장되면서 일반역이 되었다.
2호선 승강장은 1929년 9월 10일 2호선이 케베도 역에서 콰트로 카미노스 역까지 연장되면서 문을 열었다. 이 때 이후로 콰트로 카미노스 역은 2호선의 시종착역이 되었다. 2호선 승강장은 섬식 승강장과 상대식 승강장 한 개가 놓인 구조다. 두 승강장 모두 길이는 60m이며 이 같은 배치구조를 띈 역은 마드리드 지하철 체계에서 이곳을 포함해 단 세 곳밖에 없다. 2호선 승강장은 로터리 남쪽 방면 브라보 무리요 거리 지하에 위치해 있으며 깊이는 1호선과 똑같다.
6호선 승강장은 1979년 10월 10일 6호선 1차구간 (파시피코-콰트로 카미노스)이 개통됨에 따라 문을 열었다. 1987년 1월 13일에는 6호선이 콰트로 카미노스에서 시우다드 우니베르시타리아 역까지 연장되었다. 6호선 승강장은 마드리드 지하철에서 가장 깊으며 로터리 동쪽의 라이문도 페르난데스 비야베르데 거리에 위치해 있다.
2004년부터는 기존 로터리에 있던 고가도로를 대신해 차량용 지하도로가 건설되었다. 1호선과 2호선, 6호선 승강장 사이의 빈 공간에 터널이 뚫렸는데 이곳은 예전에 지하철공사 측에서 네번째 노선 정거장을 잇기로 결정했었던 자리였다.
2016년 7월 3일부터 1호선 도심구간에 해당되는 플라사 데 카스티야-시에라 데 과달루페 구간이 시설정비 공사로 임시 운행중단되면서 이 역도 영업을 중단하였다. 공사 작업 완료일은 2016년 11월 경이 될 것으로 예측되었으나, 불편을 줄이기 위해 먼저 공사가 끝난 구간만 우선운행하기로 결정되었다. 따라서 같은해 9월 14일에 플라사 데 카스티야-콰트로 카미노스 구간이 운행을 재개하였고, 콰트로 카미노스 역은 한동안 1호선의 종점 역할을 하였다. 이후 11월 13일 전 구간 작업이 완료되면서 도심 구간도 운행을 재개하였다.

## 환승 정보
이 역에서 1호선, 2호선, 6호선으로 환승할 수 있다. 역 주변에는 시내버스 정류장이 여러 곳 존재하며, 야간 버스 노선도 운행된다.
| 마드리드 지하철                | 마드리드 지하철       | 마드리드 지하철          |
| ------------------------------ | --------------------- | ------------------------ |
| 알바라도 피나르 데 차마르틴    | 마드리드 지하철 1호선 | 리오스 로사스 발데카로스 |
| 카날 라스 로사스               | 마드리드 지하철 2호선 | 시·종착역                |
| 누에보스 미니스테리오스 순환선 | 마드리드 지하철 6호선 | 구스만 엘 부에노 순환선  |

## 사진

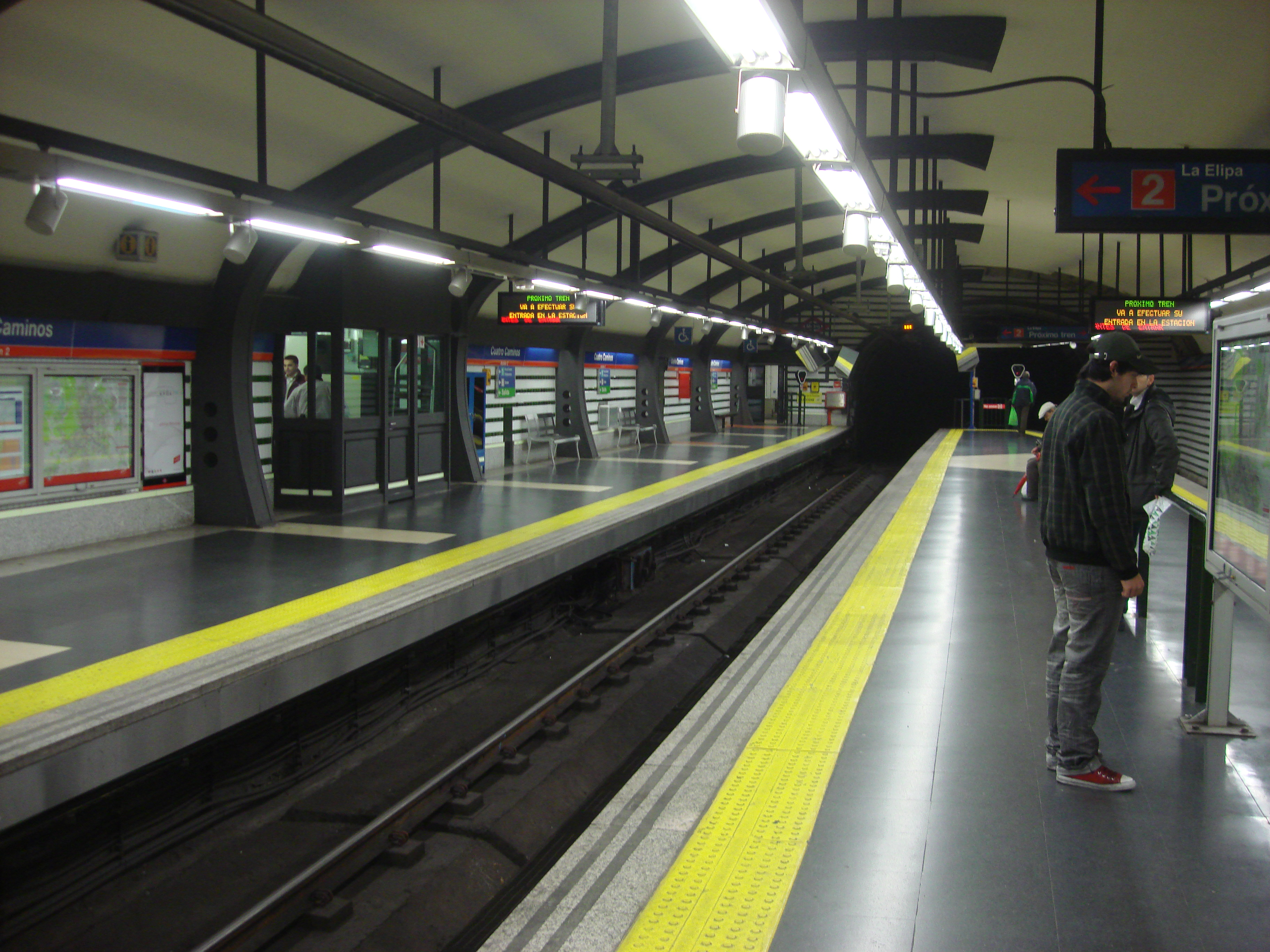
2호선 승강장
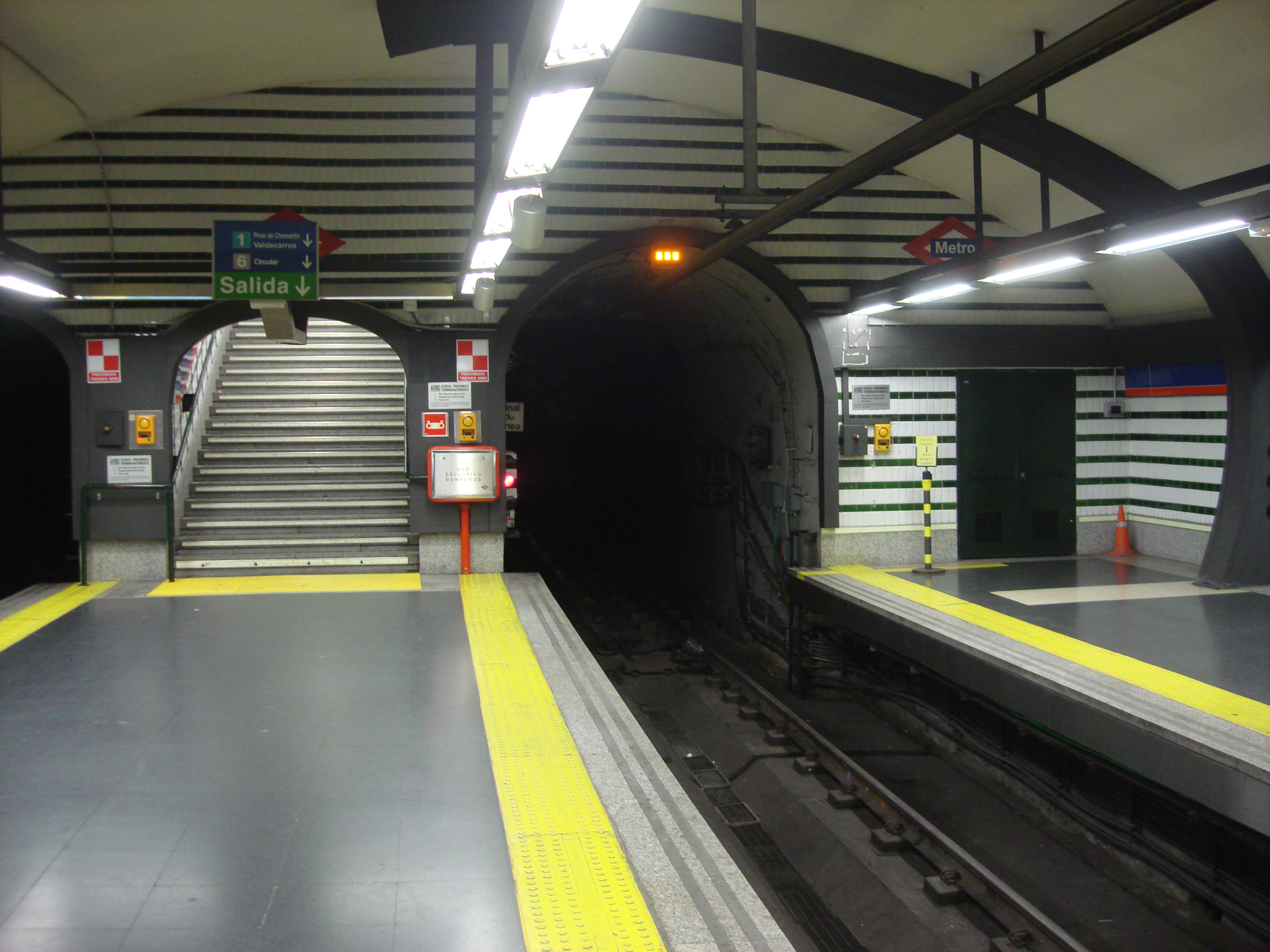
1호선과 6호선의 환승통로
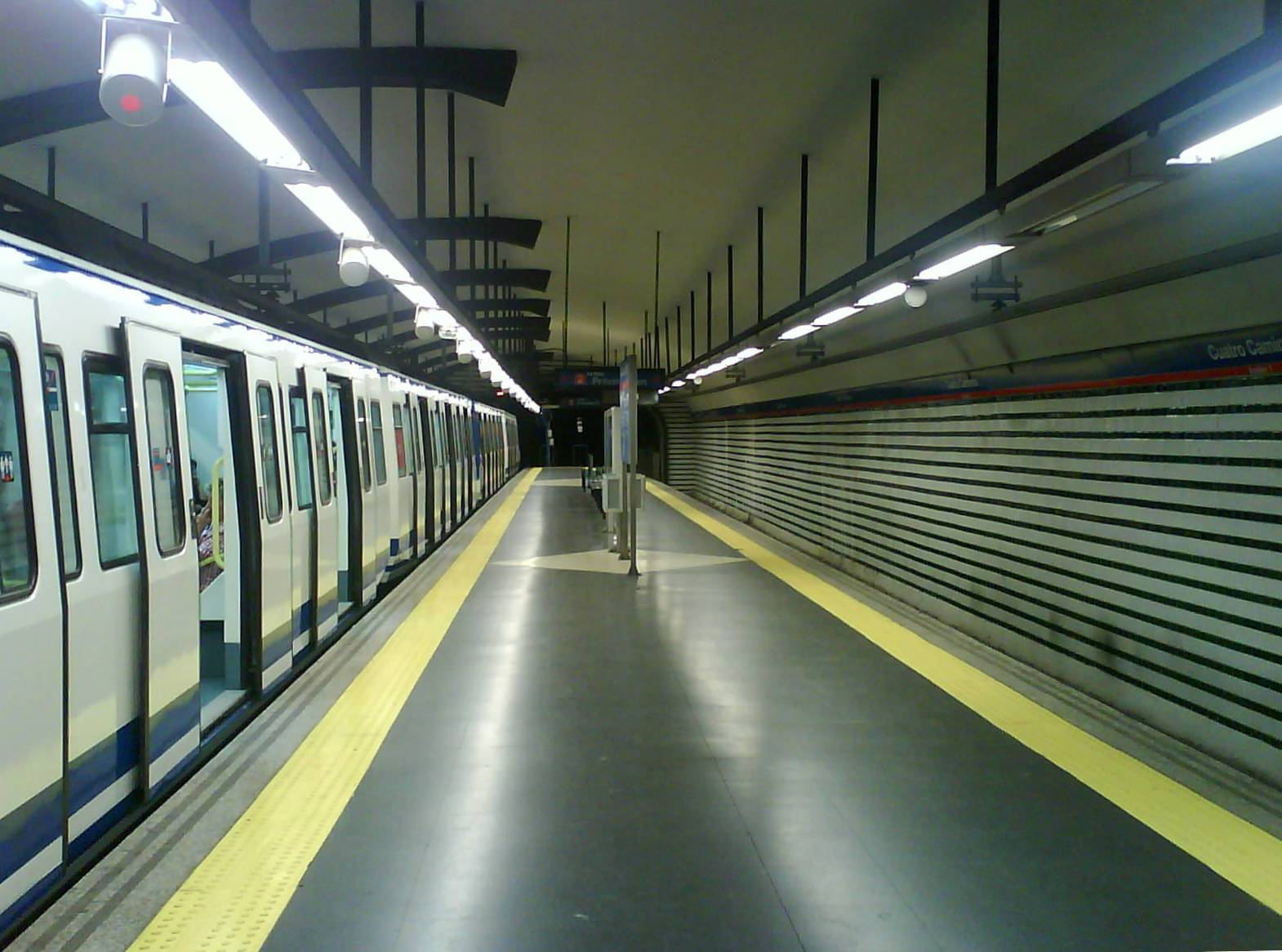
2호선 승강장
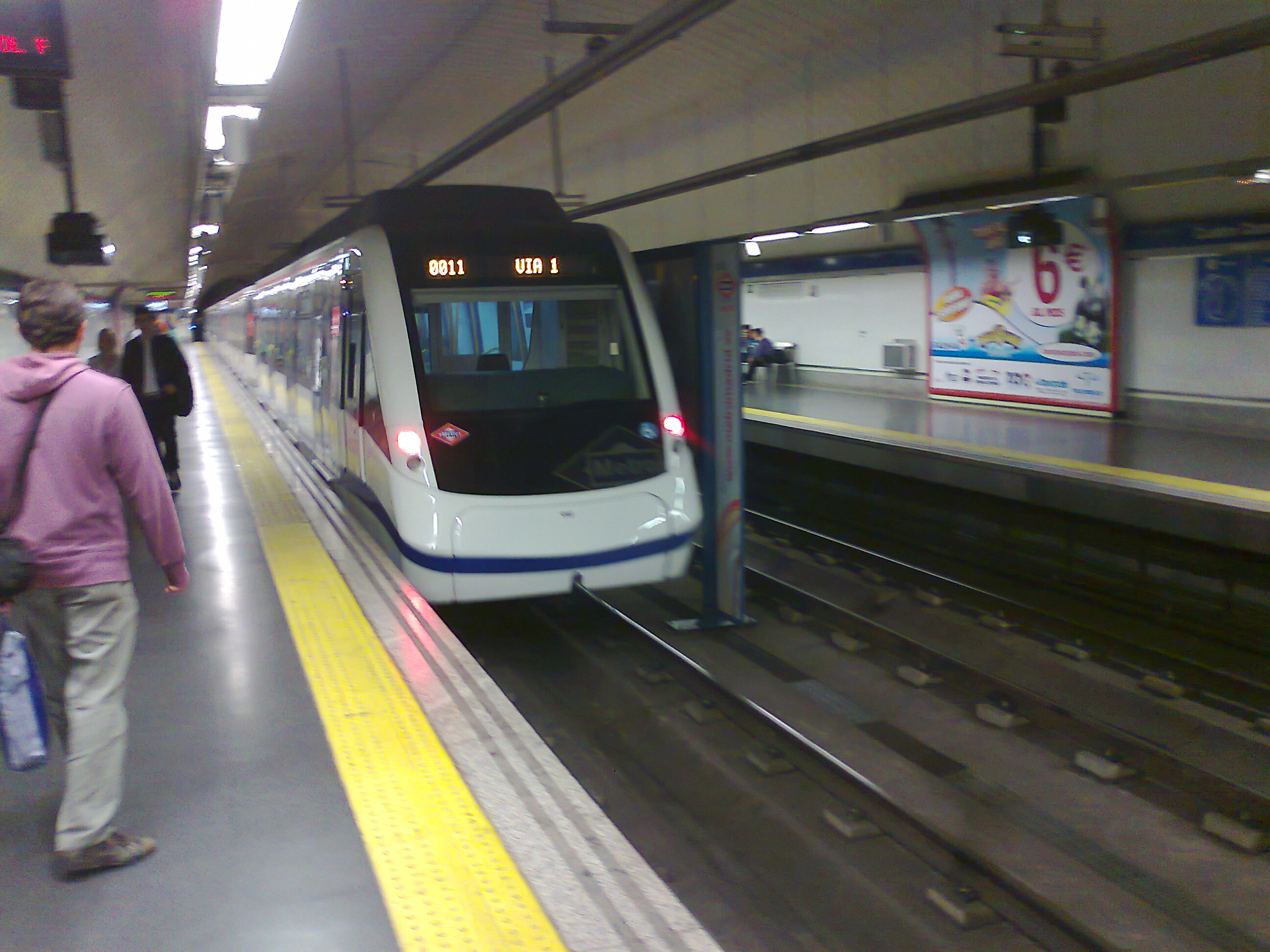
6호선 승강장과 8400번대 열차